# Прудівська сільська рада
Пруді́вська сільська́ ра́да — адміністративно-територіальна одиниця та орган місцевого самоврядування в Совєтському районі Автономної Республіки Крим. Адміністративний центр — село Пруди.

## Загальні відомості
- Населення ради: 3 302 особи (станом на 2001 рік)

## Населені пункти
Сільській раді підпорядковані населені пункти:
- с. Пруди
- с. Привільне

## Склад ради
Рада складається з 20 депутатів та голови.
- Голова ради: Добєдіна Марія Миколаївна
- Секретар ради: Поліщук Віра Федорівна

### Керівний склад попередніх скликань
| Прізвище, ім'я, по батькові  | Основні відомості                                                         | Дата обрання | Дата звільнення |
| ---------------------------- | ------------------------------------------------------------------------- | ------------ | --------------- |
| Овянніков Микола Миколайович | Сільський голова, 1952 року народження, безпартійний                      | 26.03.2006   | 22.12.2009      |
| Дебедіна Марія Миколаївна    | Сільський голова, 1961 року народження, член Партії регіонів              | 20.06.2010   | 31.10.2010      |
| Добєдіна Марія Миколаївна    | Сільський голова, 1961 року народження, освіта вища, член Партії регіонів | 31.10.2010   |                 |

Примітка: таблиця складена за даними сайту Верховної Ради України

### Депутати
За результатами місцевих виборів 2010 року депутатами ради стали:

#### За суб'єктами висування
| Суб'єкт висування                 | Кількість обраних депутатів | %  |
| --------------------------------- | --------------------------- | -- |
| Партія регіонів                   | 18                          | 90 |
| Політична партія «Руська Єдність» | 1                           | 5  |
| Самовисування                     | 1                           | 5  |

#### За округами
| № округу                          | Прізвище, ім'я, по батькові      | Дата визнання обраним | Освіта             | Партійна приналежність                  | Відомості про обраного депутата                                       |
| --------------------------------- | -------------------------------- | --------------------- | ------------------ | --------------------------------------- | --------------------------------------------------------------------- |
| Партія регіонів                   |                                  |                       |                    |                                         |                                                                       |
| 2                                 | Єрмакова Лариса Михайлівна       | 06.11.2010            | вища               | член Партії регіонів                    | КРПТНЗ «ППАЛ», вчитель                                                |
| 3                                 | Федосова Олена Олексіївна        | 06.11.2010            | вища               | член Партії регіонів                    | Прудівська сільська рада, землевпорядник                              |
| 4                                 | Дєдабаєва Тетяна Іванівна        | 06.11.2010            | вища               | член Партії регіонів                    | тимчасово не працює                                                   |
| 5                                 | Телятникова Ірина Андріївна      | 06.11.2010            | середня спеціальна | член Партії регіонів                    | Прудівська сільська бібліотека, завідувачка                           |
| 6                                 | Гіренко Катерина Миколаївна      | 06.11.2010            | середня спеціальна | член Партії регіонів                    | тимчасово не працює                                                   |
| 7                                 | Базунова Зоя Миколаївна          | 06.11.2010            | середня            | член Партії регіонів                    | тимчасово не працює                                                   |
| 8                                 | Калашникова Олександра Василівна | 06.11.2010            | середня            | член Партії регіонів                    | територіальний центр соціального обслуговування, соціальний працівник |
| 9                                 | Кондаурова Тетяна Дмитрівна      | 06.11.2010            | вища               | член Партії регіонів                    | тимчасово не працює                                                   |
| 10                                | Добєдін Юрій Олександрович       | 06.11.2010            | вища               | член Партії регіонів                    | Прудівська сільська рада, охоронець                                   |
| 12                                | Каленкович Людмила Борисівна     | 06.11.2010            | середня спеціальна | член Партії регіонів                    | СЗАТ «Симиренко», бухгалтер                                           |
| 13                                | Поліщук Віра Федорівна           | 06.11.2010            | середня            | позапартійна                            | Прудівська сільська рада, секретар                                    |
| 14                                | Борсоєва Людмила Петрівна        | 06.11.2010            | середня спеціальна | член Партії регіонів                    | КРПТНЗ «ППАЛ», бібліотекар                                            |
| 15                                | Лобова Марина Вікторівна         | 06.11.2010            | середня спеціальна | член Партії регіонів                    | КРПТНЗ «ППАЛ», комендант                                              |
| 16                                | Хрипко Світлана Олексіївна       | 06.11.2010            | вища               | член Партії регіонів                    | КРПТНЗ «ППАЛ», вчитель                                                |
| 17                                | Сакир Валентина Олександрівна    | 02.11.2010            | середня            | член Партії регіонів                    | тимчасово не працює                                                   |
| 18                                | Соколова Ганна Іванівна          | 06.11.2010            | середня            | член Партії регіонів                    | тимчасово не працює                                                   |
| 19                                | Дьякова Людмила Вікторівна       | 06.11.2010            | середня            | член Партії регіонів                    | тимчасово не працює                                                   |
| 20                                | Кудякова Єдвара Мемеджанівна     | 06.11.2010            | середня спеціальна | позапартійна                            | ОПС № 5, оператор                                                     |
| Політична партія «Руська Єдність» |                                  |                       |                    |                                         |                                                                       |
| 1                                 | Кондрашова Наталія Михайлівна    | 06.11.2010            | вища               | член Політичної партії «Руська Єдність» | Прудівський фельдшерсько-акушерський пункт, акушерка                  |
| Самовисування                     |                                  |                       |                    |                                         |                                                                       |
| 11                                | Зіскін Віктор Олександрович      | 06.11.2010            | середня            | член Партії регіонів                    | СК ЖКК «Аквавіта», слюсар — ремонтник                                 |